# Donaustadt
Donaustadt ([ˈdoːnaʊ̯ˌʃtat]ⓘ) is het 22ste district van Wenen. Het district ligt in het oosten van Wenen en is het grootste district van de hoofdstad en neemt net geen 25% van de totale oppervlakte van de stad in.
In het Eßlinger Kulturpark is het Fatty-George-Jazzmus gevestigd. Dit is een museum en jazzpodium dat gewijd is aan de jazzmusicus Fatty George. Het organiseert geregeld jazzconcerten in het park.
1 Innere Stadt · 2 Leopoldstadt · 3 Landstraße · 4 Wieden · 5 Margareten · 6 Mariahilf · 7 Neubau · 8 Josefstadt · 9 Alsergrund · 10 Favoriten · 11 Simmering · 12 Meidling · 13 Hietzing · 14 Penzing · 15 Rudolfsheim-Fünfhaus · 16 Ottakring · 17 Hernals · 18 Währing · 19 Döbling · 20 Brigittenau · 21 Floridsdorf · 22 Donaustadt · 23 Liesing